# Shinobi (Computerspiel, 1987)
Shinobi ist ein japanisches Arcade-Spiel von Sega. Es ist der erste Teil der Shinobi-Reihe. Nach der Erstveröffentlichung als Arcade-Automat wurde das Spiel auf diverse Plattformen portiert.

## Handlung
Ein Ninja namens Joe Musashi muss eine kriminelle Organisation namens Zeed daran hindern, die Schüler seines Ninja-Clans zu entführen. 

## Spielprinzip
Es gibt fünf Level bestehend aus drei Phasen. In der letzten Phase muss der Spieler einen Bossgegner besiegen. Die Steuerung des Spiels besteht aus einem Acht-Wege-Joystick und drei Aktionstasten zum Angreifen, Springen und Verwenden von Ninjutsu-Techniken. Der Spieler kann gehen oder in der Hocke gehen, indem er den Joystick diagonal nach unten drückt. Der Spieler kann zu höheren oder niedrigeren Stockwerken springen, indem er die Sprungtaste drückt. Die Standardwaffen von Joe Musashi sind ein unbegrenzter Vorrat an Shurikens sowie Schläge und Tritte. Musashis Ninjutsu-Techniken können nur einmal pro Phase verwendet werden und werden den Bildschirm von allen Feinden befreien oder einem Boss großen Schaden zufügen. Je nach Stufe sind die drei Ninjutsu-Techniken ein Gewitter, ein Tornado und ein Doppelgänger-Angriff.
Zu den Feinden gehören Punks, Söldner, Ninjas und die mongolischen Schwertkämpfer, die jede Geisel bewachen. Musashi kann mit einem Treffer gleich getötet werden. Dann startet man die Phase neu, behält aber alle gespeicherten Geiseln. Das Zeitlimit beträgt drei Minuten pro Phase. Außerdem gibt es eine Bonusrunde in der First-Person-Perspektive, in der Shuriken auf ankommende feindliche Ninjas geworfen werden, um ein zusätzliches Leben zu erhalten.

## Rezeption
Die japanische Zeitschrift Game Machine listete das Spiel im Dezember 1987 als das erfolgreichste Arcade-Spiel des Monats. In den Vereinigten Staaten wurde „Shinobi“ ein Kassenschlager. Das Arcade-Spiel wurde von Kritikern hoch gelobt. Clare Edgeley von Computer and Video Games lobte eine „saubere, farbenfrohe Grafik“ mit großen „gut definierten“ Sprites und ein schnelles und herausforderndes Action-Gameplay. Er schloss, dass das Spiel „es wert ist, gespielt zu werden“. Screen Rant nahm das Spiel und seine Fortsetzungen im Jahr 2020 in eine Liste der zehn „fantastischen“ Hack-and-Slash-Spiele  auf.